# EUNAVFOR MED opération Irini
L'EUNAVFOR MED opération Irini, appelée de manière abrégée opération Irini, est une opération militaire débutée le 31 mars 2020 par l'Union européenne au titre de la politique de sécurité et de défense commune pour faire respecter l'embargo sur les armes imposé à la Libye par l'Organisation des Nations unies (ONU). Irini succède à l'opération Sophia qui a pris place de 2015 à 2020, mais avec des objectifs différents.

## Origine du nom
Le nom de l'opération est une référence à la déesse Eiréné, fille de Zeus et Thémis, et qui, dans la mythologie grecque, incarne la paix ; le nom est passé dans le langage commun (en grec ancien) et signifie également la « paix ».

## Mandat
Le mandat de mission a été donné à la suite de la conférence de Berlin sur la Libye qui s'est tenue le 19 janvier 2020 durant laquelle les participants (les pays soutenant les deux forces rivales dans le pays : gouvernement d'accord national (GAN) et Armée nationale libyenne (ANL) ; mais pas directement ces factions) se sont engagés à respecter l'embargo sur les armes institué par la résolution 1970 (2011) du Conseil de sécurité et les résolutions ultérieures. 
Les objectifs, responsabilités et moyens de la mission Irini sont fixés dans la décision 2020/472 du Conseil du 31 mars 2020 relative à cette opération militaire en Méditerranée ; elle prend pour nom « EUNAVFOR MED IRINI » et un budget de 9,8 millions d'euros est alloué pour la première année de fonctionnement de l'opération. 
Au terme de cette première année, les représentants de l'Union européen ont décidé à l'unanimité de prolonger la mission de deux ans, soit jusqu'au 31 mars 2023. Son mandat reste quasi-inchangé, si ce n'est des précisions sur les conditions de déroutement des navires et du sort des matériels militaires saisis (destruction ou transfert dans un autre pays). 
En mars 2025, l'opération est une nouvelle fois prorogée jusqu'au 31 mars 2027.

## Objectifs
Selon le Conseil de l'Union européenne, la mission a pour tâche principale de « mettre en œuvre l'embargo sur les armes imposé par les Nations unies à l'aide de moyens aériens, satellites et maritimes. En particulier, la mission sera en mesure de procéder en haute mer, au large des côtes libyennes, à l'inspection de navires soupçonnés de transporter des armes ou du matériel connexe à destination ou en provenance de la Libye ». Cette démarche s'inscrit dans le cadre de la résolution 2292 adoptée par le Conseil de sécurité des Nations unies le 14 juin 2016.
Irini a également pour mission de :
- surveiller les exportations illicites, depuis la Libye de produits pétroliers et recueillir des informations sur celles-ci ;
- contribuer au développement des capacités et à la formation des garde-côtes libyens et de la marine libyenne ;
- contribuer au démantèlement des réseaux de trafic de migrants et de traite des êtres humains dont la Libye est devenue une plaque tournante.

Route méditerranéenne centrale.